# Nattens barn
Nattens barn è un film del 1916, diretto da Georg af Klercker.

## Trama
Violet Holmes (nomen omen) è entrata a servizio nella casa del conte Berkow e di sua madre, la contessa vedova. Una notte, quando il conte è al club, un ladro si introduce nella casa e mentre ruba i gioielli della contessa viene sorpreso da Violet; ne segue una colluttazione, Violet ha la peggio, ma si riprende in fretta, e, raccogliendo da terra alcuni gioielli che il ladro ha lasciato cadere durante lo scontro, inizia ad inseguirlo. Il conte sta tornando proprio allora a casa: incontra Bersky, che gli dice che sta andando a chiamare la polizia, e di bloccare Violet perché è una ladra. Il conte vede Violet proprio mentre stava scavalcando l'alto cancello di casa sua per inseguire il ladro, e la coglie con in mano i gioielli della madre. Ne conclude che si tratti proprio di una ladra. Nessuno dà retta alle spiegazioni che Violet fornisce: viene arrestata ed infine condannata. Nessuno, d'altra parte, si è mai chiesto dove possano essere finiti i gioielli mancanti. Quelli che Bresky ha con sé mentre parte per gli Stati Uniti.
Alcuni anni dopo, scontata la condanna, anche Violet si trasferisce negli USA, dove lavora come ballerina di cabaret insieme alla collega Lucile. Ed iniziano le sorprese: nella stessa cittadina del vasto paese americano si trovano anche: il conte, in viaggio d'affari; Bresky; e addirittura, ad insaputa di Violet, che lo incontra per caso, suo fratello Dick. Ma non è tutto: il conte incontra Violet, non la riconosce, e s'innamora; Lucile è una complice di (e forse legata sentimentalmente a) Bresky; anche Bresky incontra Violet e non la riconosce; e, per finire, Dick è il maggiordomo di Bresky. Coincidenze.
Violet, da parte sua, ha ben riconosciuto sia il conte che Bresky, si è avveduta della relazione fra quest'ultimo e Lucile, ha notato una delle collane della contessa madre al collo di Lucile. Quindi, insieme al fratello e al conte, e con il saltuario intervento della polizia, fa in modo di beccare Bresky, di nuovo, con le mani nel sacco. Lucile è preda - non facilissima - della polizia, ma il malvivente Bresky è un osso duro e fugge ripetutamente: a piedi, per le strade, su una bicicletta (rubata), su un taxi, si inerpica su per i tetti delle case, ed infine su un'alta scogliera rocciosa sul mare, dalla quale infine cade trovando la morte.
A lasciare l'America per far ritorno al paese di provenienza, sul transatlantico, ci sono, oltre al conte, Violet - che a quanto pare ha dimenticato la noncuranza colla quale il conte l'aveva fatta condannare, perché ora è la sua fidanzata -, suo fratello Dick, e – sorpresa finale – anche la contessa madre, della quale appunto si erano perse le tracce.

## Produzione
Le riprese sono state effettuate presso i teatri di posa della Hasselblad a Otterhällan (Göteborg).
Le due copie della pellicola conservate allo Svenska Filminstitutet constano ciascuna di 5 bobine per una lunghezza di 1144 metri ciascuna.

## Distribuzione
Il film è uscito nelle sale cinematografiche svedesi, distribuito dalla Victorias Filmbyrå, il 30 ottobre 1916, a Stoccolma, al cinema Mosebacke Biografteater: l'accompagnamento musicale dal vivo per la prima è stato in quell'occasione fornito da Emil Frost.

## Accoglienza
I critici svedesi coevi hanno mostrato generalmente soddisfazione per il film.
"Colibri & Odd", sullo Svenska Dagbladet nota(no) che "La fotografia, come sempre quando si tratta della Hasselblad, è eccellente."
Sullo Dagens Nyheter, a firma "Marfa & Comp" si legge che "Barckland nei panni del colpevole fornisce un'interpretazione di classe e ben sopporta tutte le difficoltà che la regia gli accolla: si arrampica sui tetti, si cala dai comignoli, si getta in mare da un'alta scogliera (…)."

## Influenza culturale
Il film del 1993 Minns Ni?, di Leif Furhammar, è costituito interamente da una serie di spezzoni di ben 170 film svedesi, dalle origini in poi, e contiene frammenti di Nattens barn.